# Tadeusz Suski
Tadeusz Suski (ur. 1 października 1942 w Warszawie) – polski koszykarz, występujący na pozycji obrońcy, mistrz i reprezentant Polski.
Przez całą karierę sportową w Polsce związany był z Legią Warszawa, w której barwach debiutował w jechał do ekstraklasie w sezonie 1959/1960. Z warszawskim zespołem zdobył mistrzostwo Polski w 1960, 1961, 1963 i 1966 oraz brązowy medal mistrzostw Polski w 1962. W reprezentacji Polski seniorów występował w latach 1961-1965, ale nigdy nie wystąpił w na turnieju rangi mistrzowskiej, chociaż był w szerokiej kadrze przed mistrzostwami Europy w 1963 i Igrzyskami Olimpijskimi w 1964. Karierę ligową w Polsce zakończył po sezonie 1966/1967. Następnie wyjechał do Belgii, gdzie od sezonu 1967/1968 występował w II-ligowym i III-ligowym zespole z Brugge. Karierę sportową zakończył w 1974.
Znajdował się w składzie Legii Warszawa, kiedy ta podejmowała gwiazdy NBA – 4 maja 1964. W zespole All-Stars znajdowali się wtedy: Bill Russell, Bob Pettit, Oscar Robertson, Tom Heinsohn, Jerry Lucas, Tom Gola, Bob Cousy, K.C. Jones, czyli dziś sami członkowie Galerii Sław Koszykówki. W spotkaniu tym zdobył 10 punktów, występując na parkiecie przez cały mecz wraz z Jerzym Puskunem, Andrzejem Pstrokońskim, Januszem Wichowskim i Stanisławem Olejniczakiem. Drużyna z Warszawy przegrała to spotkanie 76-96. Różnica punktów okazała się najniższą spośród wszystkich pięciu drużyn, które rywalizowały z NBA All-Stars.

## Życie prywatne
Ukończył Liceum im. Stefana Batorego w Warszawie oraz studia prawnicze na Uniwersytecie Warszawskim. Po zakończeniu kariery pracował w przemyśle turystycznym.

## Osiągnięcia
Klubowe
- 4-krotny mistrz Polski (1960, 1961, 1963, 1966)
- Brązowy medalista mistrzostw Polski (1962)
- Uczestnik Pucharu Europy Mistrzów Krajowych (1960–1962[4][5], 1963/1964 – TOP 8[6], 1966/1967 – II runda)

Indywidualne
- Najlepszy zawodnik VII międzynarodowego turnieju wyzwolenia Warszawy (1967)
- Lider strzelców VII międzynarodowego turnieju wyzwolenia Warszawy (1967)